# Dust (Album)
Dust ist das dritte Studioalbum der US-amerikanischen Hard-Rock/Thrash-Metal-Band Tremonti. Das Album erschien am 29. April 2016 über Fret12.

## Entstehung
Die Lieder für das Album Dust entstanden zeitgleich mit denen des Vorgängeralbums Cauterize. Insgesamt schrieb Mark Tremonti 25 Lieder, die während der Studioaufnahmen auf 20 reduziert wurden. Für die beiden Alben griff Mark Tremonti auf einige sehr alte Ideen zurück. Der Refrain von Unable to See war ursprünglich für das erste Alter-Bridge-Album One Day Remains geschrieben worden, während das Riff, das die Bridge bei dem Lied Catching Fire einläutet, von Mark Tremonti während seiner Zeit an der High School geschrieben wurde. Beide Alben wurden gleichzeitig aufgenommen und von Michael Baskette produziert. Zunächst war die Veröffentlichung eines Doppelalbums geplant, jedoch verwarf die Band diesen Plan wieder. Mark Tremonti erklärte in einem Interview, dass bei einem Doppelalbum nicht jedem dieser Lieder die Aufmerksamkeit geschenkt worden wäre, die es verdient hätte.
Stattdessen entschloss sich Mark Tremonti, die Alben zeitversetzt mit jeweils zehn Liedern zu veröffentlicht. Die beiden Alben sollten dabei laut Tremonti „so vielseitig und ausgewogen wie möglich sein“. Außerdem sollte das erste Album nicht stärker sein als das zweite. Nach eigener Aussage war es für Mark Tremonti schwierig, einige seiner Lieblingslieder lange zurückhalten zu müssen, bis das Album Dust erschien. Als Beispiele hierfür nannte er das Titellied Dust, My Last Mistake, Betray Me oder Catching Fire. Ursprünglich hatten die Lieder des Albums Dust eine andere Reihenfolge. So rückte zum Beispiel das Titellied Dust von der letzten auf die vierte Stelle, während The Cage von siebter oder achter Stelle an die Nummer zwei vorgezogen wurde.

## Hintergrund
Die Lieder des Albums Dust knüpfen thematisch an die Lieder des Vorgängeralbums Cauterize an. Laut Mark Tremonti beschrieben die Lieder des Albums Cauterize ein Science-Fiction-artiges Weltuntergangsszenario. Die Lieder des Albums Dust befassen sich mit dessen Folgen. Laut Mark Tremonti stehen die Fußschellen auf dem Albumcover für die Erde, die von den Verunreinigungen befreit wurde, sich aber in einem desolaten Zustand befinden würde.
In dem ersten Lied My Last Mistake verarbeitet Mark Tremonti Erlebnisse aus seiner Schulzeit. Er wäre häufiger der Neue in der Schule gewesen und schloss öfter Freundschaft mit den falschen Leuten, die einen später in Schwierigkeiten bringen oder niedermachen. Once Dead wurde von dem Buch König der Dunkelheit des Autors Mark Lawrence inspiriert, in dem es um einen Geisterbeschwörer geht. Das Lied handelt von der dunklen Seite dieser Person. In The Cage geht es um einen Menschen, der vom Leben auf die Knie gezwungen wurde. Diese Person lehnt Ratschläge anderer Personen ab, die ihm helfen könnten. Der Protagonist wäre laut Mark Tremonti in seinem selbst erschaffenen Käfig gefangen und Opfer seiner eigenen Entscheidungen.
In dem Titellied Dust reflektiert Mark Tremonti das ständige Auf und Ab in seiner Karriere. Dabei bezieht er sich auf die schlechteren Tage, wenn sich die Leute, die sich während der guten Tage um ihn scharen, nichts mehr von ihm wissen wollen. Unable to See handelt davon, wie Musik im Leben von Mark Tremonti als Rettung und Zufluchtsort wirkt. Nach eigener Aussage würde Musik ihm Energie geben und ihn glücklich machen. Die Inspiration für das Lied holte sich Mark Tremonti, als ihm während eines Konzerts in Pennsylvania sein Rucksack mit seinem Aufnahmegerät gestohlen wurde.

## Rezeption

### Rezensionen
Laut Matthias Weckmann vom deutschen Magazin Metal Hammer würden „Metal-Herzen höher schlagen“, wenn Mark Tremonti „die Riff-Maschine anwirft und wie ein Derwisch weggaloppiert“. Dust würde „mehr knallen“ aus Cauterize, allerdings hätten es „mehr Sinn ergeben, wenn die besten Lieder der Sessions zu einem durchweg glanzvollen Ganzen vereint worden wären“. Weckmann vergab fünf von sieben Punkten. Für Thomas Kupfer vom deutschen Magazin Rock Hard zählt auch bei Tremonti das „Erfolgrezept, das auch seine beiden Stammbands [Alter Bridge und Creed] auszeichnet“. Tremonti kombinieren „fette Riffs nahezu spielerisch leicht mit radiotauglichen Hooks und Refrains“ und erschaffen dabei „eine rundum gelungene Modern-Rock-Platte“, für die Kupfer sieben von zehn Punkten vergab.

### Chartplatzierungen
Das Album Dust erreichte Platz 34 in den US-amerikanischen Albumcharts. In Deutschland belegte das Album Platz 31, in Österreich Platz 33 und in der Schweiz Platz 28. Die höchste Platzierung erreichte das Album im Vereinigten Königreich, wo sich das Album auf Rang 16 platzieren konnte.